# Euronaft Trzebinia
Euronaft Trzebinia – polskie przedsiębiorstwo zajmujące się świadczeniem specjalistycznych usług budowlanych, remontowych i przewozowych dla przemysłu petrochemicznego. Spółka należy do holdingu PKN Orlen.
Firma powstała w 1997 roku na bazie Działu Głównego Mechanika Rafinerii Trzebinia jako Naftotransrem Sp. z o.o. W 2003 roku zmieniła nazwę na obecnie obowiązującą.
Euronaft Trzebinia świadczy usługi w zakresie wytwarzania zbiorników ciśnieniowych, zbiorników bezciśnieniowych i rurociągów dla przemysłu petrochemicznego. Wykonuje także prace antykorozyjne, ultradźwiękowe pomiary grubości oraz inne usługi związane z mechaniczną obsługą obiektów i urządzeń przemysłowych.
Obok działalności technicznej spółka posiada uprawnienia do prowadzenia przewozów kolejowych na terenie Polski. Pion transportu kolejowego firmy zajmuje się przewozami towarowymi, a także obsługą bocznic kolejowych, pracami remontowymi torów i naprawą taboru kolejowego. Do przedsiębiorstwa należą cztery lokomotywy spalinowe T448p i sześć lokomotyw 060DA.
1 czerwca 2017 spółka została przejęta przez spółkę Orlen KolTrans (również należącą do grupy Orlen).